# Herb Wiedoeft
Herbert Wiedoeft (22 november 1886 - 12 mei 1928) was een Amerikaanse bigband-leider uit de jaren twintig.
Wiedoeft werd geboren in Duitsland en kwam als kind met zijn ouders naar Amerika. Begin jaren tien richtte hij zijn orkest op, waarin ook zijn broers Gerhardt (contrabas en tuba) en Adolph (drums en xylofoon) speelden. Hij kwam uit een muzikale familie: een andere broer, Rudy Wiedoeft, was een beroemde saxofonist uit de vroege jaren van de jazz, zijn zuster Erica was een pianiste. Wiedoeft's band speelde voornamelijk in de Cinderella Roof Ballroom van het Los Angeles Biltmore Hotel. De groep stond dan ook bekend als Cinderella Roof Orchestra. Wiedoft speelde zelf trompet, de zang kwam onder meer van Clyde Lucas en het Wiedoft Trio.
In 1922 nam de groep vier nummers op voor Nordskog. Het kreeg een platencontract bij Brunswick: hun eerste plaat hier was "Cinderella Blues" (hun herkenningsmelodie) met op de B-kant "Shine" (met een herziene tekst van Lew Brown). De groep toerde in Chicago en New York en kreeg nationale bekendheid. In 1928 kwam Wiedoeft om het leven bij een auto-ongeluk in Medford. De trombonist Jesse Stafford nam de leiding van de band over, waarna het Jesse Stafford Orchestra nog dertien platen bij Brunswick uitbracht. De groep was actief tot 1937, toen Stafford overleed na een hartaanval.

## Discografie
- The Herb Wiedoeft/Jesse Stafford Orchestra 1922-1930, Timeless Historical, 2003
- The West Coast Dance Bands: Herb Wiedoeft & Jesse Stafford (opnames uit 1928 en 1929), Old Masters, 1999